# San Pietro Mosezzo
San Pietro Mosezzo (piemontesisch San Pédar Mogeusch, lombardisch San Pedar Mugiösch) ist eine Gemeinde mit 1984 Einwohnern (Stand 31. Dezember 2023) in der italienischen Provinz Novara (NO), Region Piemont.
Die Nachbargemeinden sind Biandrate, Briona, Caltignaga, Casaleggio Novara, Casalino, Novara und Vicolungo.

## Geographie
Das Gemeindegebiet umfasst eine Fläche von 34 km².